# Божурица (хижа)
Вижте пояснителната страница за други значения на Божурица.
„Божурица“ е туристическа хижа в България, разположена в северозападната част на Дунавската равнина на 135 m надморска височина.
Намира се в Област Видин, община Видин, край село Синаговци в едноименната местност Божурица, между реките Милчина и Видбол. Отстои на 18 km от пътническата железопътна гара на град Видин и на 3 km от железопътна спирка Синаговци-Гурково (край квартал Гурково на град Дунавци). От Видин до с. Синаговци има редовна автобусна линия.
Хижата е водоснабдена и електрифицирана. Част от стаите са с етажни санитарни възли и бани, а останалите са с външни. Отоплението е с печки на твърдо гориво. Разполага с общо 44 легла за настаняване. Има столова и туристическа кухня. Представлява комплекс от:
- 2-етажна масивна сграда с 24 легла (в стаи с по 2, 3 или 5 легла) и
- 10 бунгала с по 2 легла.

Освен хижата в едноименния курортен комплекс има още хотел-ресторант „Божурица“ и почивни станции. Наблизо (на 30 мин. пеша) се намира язовир „Божурица“, който предлага условия за риболов.
Телефон на хижата – 09346-2266. Тя се стопанисва от Туристическо дружество „Бонония“ във Видин, ул. „Еделвайс“ 3, тел. 094-600546.